# John Horne (Geologe)

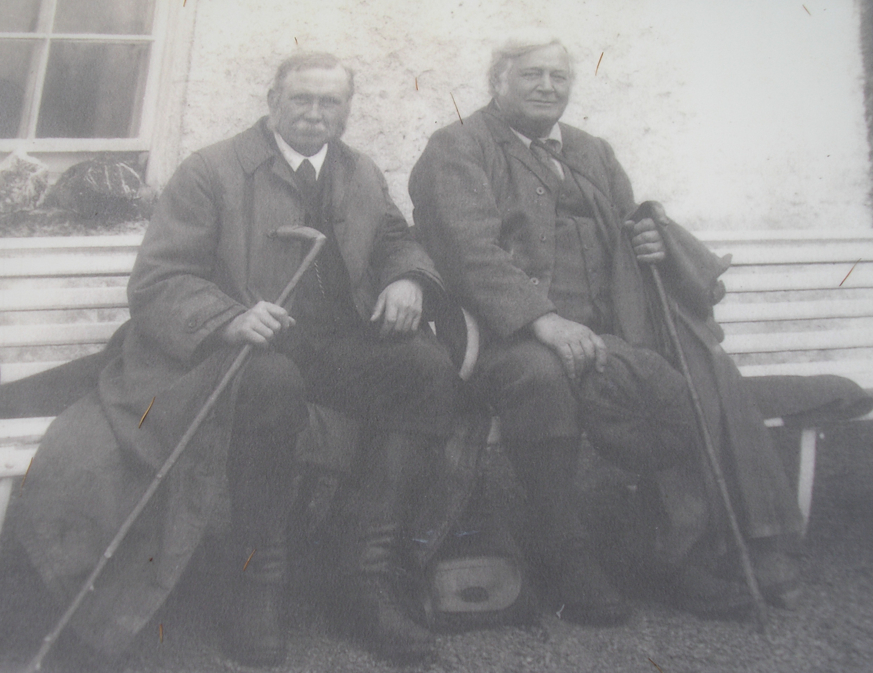
John Horne (links) und Ben Peach vor dem Inchnadamph Hotel, 1912

John Horne (* 1. Januar 1848 in Campsie bei Stirling; † 30. Mai 1928) war ein schottischer Geologe.

## Leben
Horne besuchte die High School und die University of Glasgow.
1867 wurde er Assistent beim Geological Survey of Scotland unter Benjamin Neeve Peach, dessen enger Mitarbeiter er wurde. Er kartierte das Midland Valley bei Ayrshire. Zwischen 1883 und 1897 untersuchten er und Peach die geologische Struktur der Northwest Highlands um Inchnadamph. 1888 wurde Horne Mitglied des Wollaston Fund der Geological Society of London und 1892 des Murchison Centenary Fund. Von 1901 bis 1911 war er Direktor des Geological Survey of Scotland. Er war auch Mitglied der Royal Society in London und Edinburgh, deren Präsident er von 1915 bis 1919 war.

## Auszeichnungen
- Neill-Medaille
- Murchison-Medaille, 1899
- Wollaston-Medaille, 1921
- Mitglied American Academy of Arts and Sciences, 1925

## Veröffentlichungen
- mit Peach, Jethro Teall und anderen The Geological Structure of the North-West Highlands of Scotland, H. M. Stationery Office 1907